# Modern datateknik
Modern datateknik var en svensk datortidning (ISSN 0026-7686) som gavs ut av Bonnierägda Fackpressförlaget AB mellan 1965 och 1975. Tidningen startades av Carl-Adam Nycop. Tidningen slogs ihop 1975 med Elektroniknyheterna, Modern kemi, Modern ytbehandling, Moderna transporter och Plastvärlden till den nya tidningen Dagens industri.
Tidningens målgrupp var "folk som aktivt arbetade inom datasektorn med applikationer".
Bland tidningens medarbetare fanns:
- Carl-Adam Nycop
- Jan Aschan – redaktionssekreterare
- Hans Werner
- Sören Larsson
- Sten Holmberg